# Bronzium
A bronzium a Csillagok háborúja elképzelt univerzumának egyik nagyon kemény és tartós anyaga.

## Hasznosítása
A békeidőkben ezt a fémesen csillogó, sárgás vagy világos barnás fémet főleg a szobrok készítéséhez és a protokoll droidok külső burkolásához használják fel. Például Palpatine főkancellár irodájában és a Jedi Templomban több, bronziumból készült szobor is látható. C-3PO külső váza is bronziumból van.
A kevésbé békés időkben az igen kemény és tartós bronzium a fegyverek és droidok gyártására alkalmazható. A kolikoidok által gyártott droidekák bronziumból készültek. A vukik pedig vuki számszeríjat és kashyyyki hosszú puskát készítenek belőle.

## Megjelenése a filmekben, könyvekben, videójátékokban
Ezt a fémanyagot az „Egy új remény” című filmben láthatjuk először, mint C-3PO külső vázát. A bronziumot különböző felhasználásban számos filmben, animációban és videójátékban is megtekinthetjük.

## Fordítás
- Ez a szócikk részben vagy egészben a Bronzium című Wookieepedia-szócikk fordítása. Az eredeti cikk szerkesztőit annak laptörténete sorolja fel.